# Municipio de Tobacco
El municipio de Tobacco (en inglés: Tobacco Township) es un municipio ubicado en el condado de Gladwin en el estado estadounidense de Míchigan. En el año 2010 tenía una población de 2566 habitantes y una densidad poblacional de 28,13 personas por km².

## Geografía
El municipio de Tobacco se encuentra ubicado en las coordenadas 43°51′4″N 84°24′45″O / 43.85111, -84.41250. Según la Oficina del Censo de los Estados Unidos, el municipio tiene una superficie total de 91.23 km², de la cual 87,42 km² corresponden a tierra firme y (4,18 %) 3,81 km² es agua.

## Demografía
Según el censo de 2010, había 2566 personas residiendo en el municipio de Tobacco. La densidad de población era de 28,13 hab./km². De los 2566 habitantes, el municipio de Tobacco estaba compuesto por el 99,03 % blancos, el 0,12 % eran afroamericanos, el 0,19 % eran amerindios, el 0,16 % eran asiáticos, el 0,08 % eran de otras razas y el 0,43 % eran de una mezcla de razas. Del total de la población el 1,36 % eran hispanos o latinos de cualquier raza.